# Габреш
Габреш (мкд. Габреш) је насеље у Северној Македонији, у северном делу државе. Габреш припада општини Куманово.

## Географија
Габреш је смештен у северном делу Северне Македоније. Од најближег града, Куманова, село је удаљено 22 km југоисточно.
Насеље Габреш се налази у историјској области Средорек. Село је смештено на северним падинама Градиштанске планине, на приближно 420 метара надморске висине.
Месна клима је континентална.

## Становништво
Габреш је према последњем попису из 2002. године имало 71 становника.
Већинско становништво у насељу су етнички Македонци (99%), а остало су Срби.
Претежна вероисповест месног становништва је православље.